# 大池いこいの森
大池いこいの森（おおいけいこいのもり）は、新潟県上越市頸城区の直峰松之山大池県立自然公園内にある野外活動施設である。
新潟県景勝100選にも選ばれている。大池、小池の2つの池と、その周りの自然からなる大規模なものである。ジョギング、サイクリング、キャンプなどを通して自然を満喫できる。
1987年（昭和62年）4月1日に大池県民いこいの森を新潟県から頸城村（当時）に譲与され現在の名称となっている。
鯉が名物で、鯉を食べさせてくれる食堂もある。
毎年9月23日には、大池まつりが催される。

## 交通
- 北越急行ほくほく線 大池いこいの森駅より徒歩すぐ（ビジターセンターまでは徒歩約7分）